# Toos Nijssen
Toos Nijssen (Baarlo (Peel en Maas), 1961) is een Nederlands tekenaar, installatiekunstenaar, beeldhouwer, fotograaf en videokunstenaar. Ze studeerde aan de Academie voor Beeldende Vorming Tilburg. Ze woont en werkt in Eindhoven. Nijssen is met name bekend vanwege haar videoportretten die ze combineert met andere technieken zoals tekeningen en fotografie. Het portret staat hierbij centraal.

## Werk
Vanaf de jaren negentig maakt ze videoportretten die worden gecombineerd met andere technieken, zoals tekeningen en fotografie. Ze bouwde een verzameling van duizenden videoportretten op die werden gefilmd in Nederland (waaronder Geldrop, Helmond, Amsterdam en diverse buurten en instellingen in Eindhoven), België, India, Italië, Israël en in Turkije. De videoportretten staan niet op zichzelf, maar vormen tezamen met onder andere technieken een installatie. Deze projecten worden ontwikkeld in opdracht, rondom een bepaald thema en/of op een specifieke locatie. Vaak betreft het sociale projecten, waarbij bijvoorbeeld bewoners worden gefilmd van wijken die worden gerenoveerd of gesloopt. Terugkerende thema's in deze videoportretten zijn 'thuis', 'afkomst' en 'emancipatie'. Tijdens haar artist in residence periode in verzorgingstehuis Parc Gender in Eindhoven vult ze het begrip 'portret' op een andere manier in. Ze filmt geen gezichten, maar de handen van zowel oude als jonge mensen voor het project Een levenslang handen.
Nijssen maakt niet alleen videoportretten gecombineerd met tekeningen en fotografie. In 2020 brengt ze een boek uit met tekeningen (aquarellen), Tweehonderd dagen tekenen. De aquarellen zijn een weergave van haar eigen gemoedstoestand. Tijdens haar artist in residence project in 2004 werkt ze voor het eerst met bronsgieten en zeefdrukken.

### Werkwijze
Nijssen gaat voor haar videoportretten op de locatie zelf op zoek naar een thema en naar deelnemers, meestal toevallige passanten, zowel volwassenen als kinderen. Deze personen werden 5 tot 60 minuten alleen, in een afgesloten ruimte voor een camera gezet. In de eerste jaren waren het opnames waar in stilte werd gefilmd, later is ze ook videoportretten gaan maken waarin de geportretteerden spreken. Deze portretten worden gemonteerd waarna ze worden getoond in de openbare ruimte. De portretten worden vaak vergezeld door stills uit de videoportretten, of tekeningen die Nijssen associeert met de geportretteerde. De wisselwerking tussen deelnemers en toeschouwers is een belangrijk deel van het kunstwerk. Een selectie van de gemaakte opnames wordt later weer gebruikt voor nieuwe installaties.

### Werken (selectie)
- 2021 Lost in Transition
- 2019 Meet the magic minister of magic, give her some space
- 2017 Bless you
- 2010 Home or not
- 2009 This is not a love song
- 2006 43 tekeningen
- 2005 ..en wij ..wie zijn wij..
- 2004 De herinnering
- 2001 Gezicht van de wijk

Het Van Abbemuseum (Eindhoven) heeft werk van Nijssen aangekocht (1 videoproject en 43 tekeningen).

### Samenwerking
Nijssen werkt vaak samen met vormgever Ron Eijkman, bijvoorbeeld bij de tentoonstelling Instatements in 2010. Ook droeg hij bij aan haar boek Tweehonderd dagen tekenen, waar Eijkman de vormgeving, opmaak en portretten voor zijn rekening nam.

## Tentoonstellingen (selectie)

### Solotentoonstellingen
- 2021 Lost in Transition, Pennings Foundation, Eindhoven
- 2012 Searching for utopia, Schunck*, Heerlen
- 2009 This is - not - a love song, Museum van Bommel van Dam, Venlo
- 2008 Treasures from the past, De Cacaofabriek, Helmond
- 2006 Be my guest, Van Abbemuseum, Eindhoven
- 2005 ..... biz ..biz kimiz, Palais Hollande en Robinson Crusoe Bookstore, Istanbul
- 2005 ..en wij ..wie zijn wij.., Van Abbemuseum, Eindhoven
- 2001 Gezicht van de wijk. Een video-project van Toos Nijssen. Plein Helmerslaan, Potgietersstraat-Rodenbachlaan, Eindhoven
- 2000 Ik zie je, Zeeheldenbuurt, Amsterdam-West

### Groepstentoonstellingen
- 2020 Papier Biënnale, Museum Rijswijk, Rijswijk
- 2017 Ontmoeting, Sociëteit AG Eindhoven, Eindhoven
- 2011 Live Atelier. Toos Nijssen, Museum van Bommel van Dam, Venlo
- 2010 Instatements, Plan V (Toos Nijssen en Ron Eijkman), Eindhoven
- 2009 Calling home, Quartier, Den Haag
- 2004 Gastateliers Daglicht/Beeldenstorm, Eindhoven
- 2001 Van God los – buiten en binnen op zoek naar de identiteit op zoek naar de identiteit van kunst, Germinahof, Sterksel
- 1994 Werken van Toos Nijssen en Petry Sonnemans, H'89, Eindhoven

## Publicaties
- Toos Nijssen: Tweehonderd dagen tekenen = Two Hundred Days of Drawing (2020). Monografie met aquarellen van de Nederlandse kunstenares Toos Nijssen. Met voorwoorden van Diana Wind en Liesbeth Schreuder.
- Ben-Ari en Clare Butcher ed., Uri, ‘Plan V. Toos Nijssen. Ron Eijkman. A plea for a human city’, in: Uri Ben-Ari en Clare Butcher ed., Instatements (Eindhoven 2010,) 22-27. Publicatie naar aanleiding van tentoonstelling in Eindhoven, diverse locaties, 26-27 juni 2010. Publicatie die de diverse projecten om de stedelijke omgeving van Eindhoven op creatieve wijze aan een herbestemming te onderwerpen documenteert.
- Toos Nijssen: Een zelfportret. altijd in meerdere werelden tegelijk = A Selfportrait always in several worlds at once, tent.cat. Museum van Bommel van Dam Venlo (2009). Monografie waarin stills van videoportretten van de afgelopen tien jaar en een selectie van tekeningen van de Nederlandse kunstenares Toos Nijssen worden getoond. Met voorwoorden van Rick Vercauteren, Charles Esche en Clare Butcher.